# Hachee

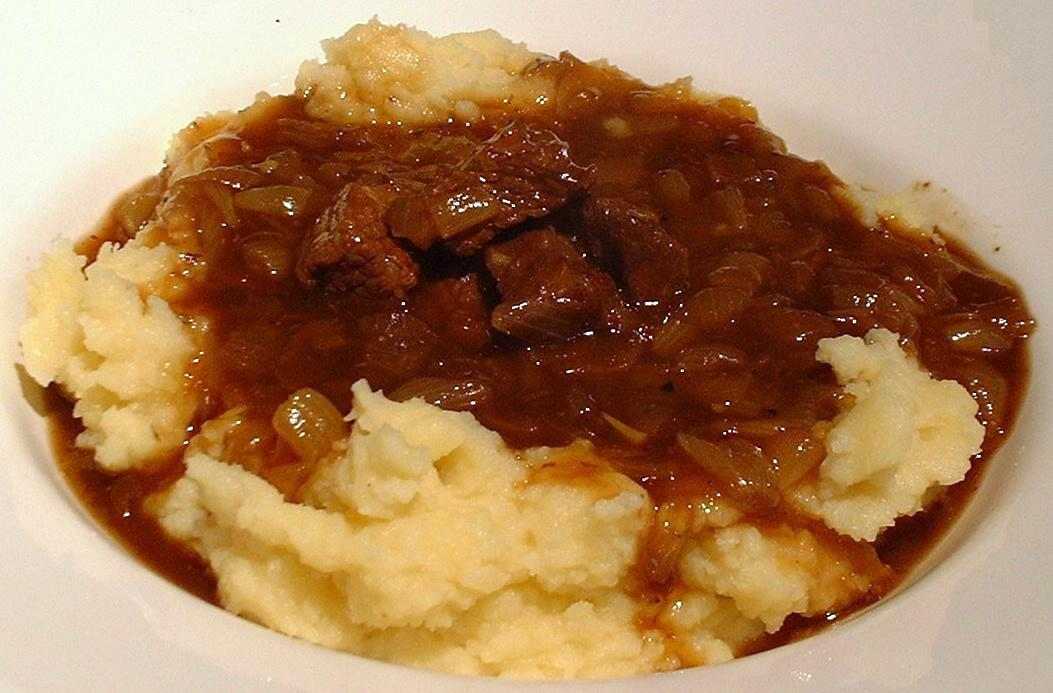
Hachee z utłuczonymi ziemniakami

Hachee – duszone, duże kawałki chudej wołowiny z cebulą i przyprawami w sosie własnym, serwowane najczęściej z gotowanymi ziemniakami lub purée. Jest to tradycyjna, mięsna potrawa jednogarnkowa spożywana na gorąco w całej Holandii i szczególnie popularna zimą.
Przez Polaków nazywana potocznie „holenderskim gulaszem”.
Spora ilość ciemnego piwa oraz dodane przyprawy (szyszkojagody jałowca, liście laurowe  i goździki) odpowiadają za smak potrawy. Goździki, które przywoziły do Holandii statki VOC z Moluków, nadają jej nieco „egzotyczny charakter” i charakterystyczny zapach.
Danie jest proste do przyrządzenia, ale czasochłonne, gdyż wymaga mieszania od czasu do czasu przez 2 do 3 godzin. Pozwala na wykorzystanie w kuchni gorszych gatunków mięsa wołowego.
W sklepach mięsnych można kupić już pokrojoną w kostkę surową wołowinę na hachee lub gotowy produkt, natomiast w supermarketach dostępne są na plastikowych tackach gotowe zestawy obiadowe z hachee, purée i czerwoną kapustą do przygrzewania w kuchence mikrofalowej.

## Opis
Mięso wołowe jest krojone na dość duże kostki (o boku 3 cm) i obtaczane w mące z solą i pieprzem, a następnie podsmażane na maśle w rondlu o grubym dnie na dużym ogniu. Gdy mięso i mąka uzyskają brązowy kolor, to dodaje się do rondla cebulę, w ilości wagowej równej ilości mięsa, pokrojoną na grube kawałki lub półpierścienie, wraz z liściem laurowym i goździkami, po czym smaży aż do zeszklenia cebuli, regularnie mieszając. Następnie do rondla wlewa się kostkę bulionową rozpuszczoną w ciepłej wodzie lub bulion, ciemne piwo (niekoniecznie) oraz przyprawia octem winnym (mięso powinno być zakryte). Po zagotowaniu zmniejsza się ogień i dusi na małym ogniu pod lekko uchyloną przykrywką przez około 3 godziny, od czasu do czasu mieszając i sprawdzając czy nie wygotowała się woda.
Po trzygodzinnym duszeniu kawałki mięsa wołowego są miękkie, a cebula ma konsystencję papki. Oprószenie mięsa mąką przed smażeniem sprawia, że otrzymany sos jest związany i gęsty.
Według niektórych przepisów pokrojoną cebulę dodaje się do garnka dopiero po półtoragodzinnym duszeniu, gdyż długo duszona cebula jest ciężkostrawna.
Uduszoną wołowinę z cebulą podaje się razem z ugotowanymi ziemniakami, purée lub rzadziej ryżem. Jako warzywo serwuje się najczęściej czerwoną kapustę z jabłkiem. Można także podawać z chlebem.
Wariantem potrawy jest duszona wołowina z cebulą i jabłkami. Obrane ze skórki i pokrojone na ósemki jabłka odmiany złota reneta dodaje się do rondla na samym końcu i dusi razem przez około 10 minut. W tej wersji ocet winny zastępuje się syropem jabłkowym.